# ریچارد گاریوت
ریچارد گاریوت (به انگلیسی: Richard Garriott) فضانورد اهل کشور ایالات متحده آمریکا است که در ۴ ژوئیهٔ ۱۹۶۱ میلادی در کمبریج زاده شد.